# Máquina divisoria

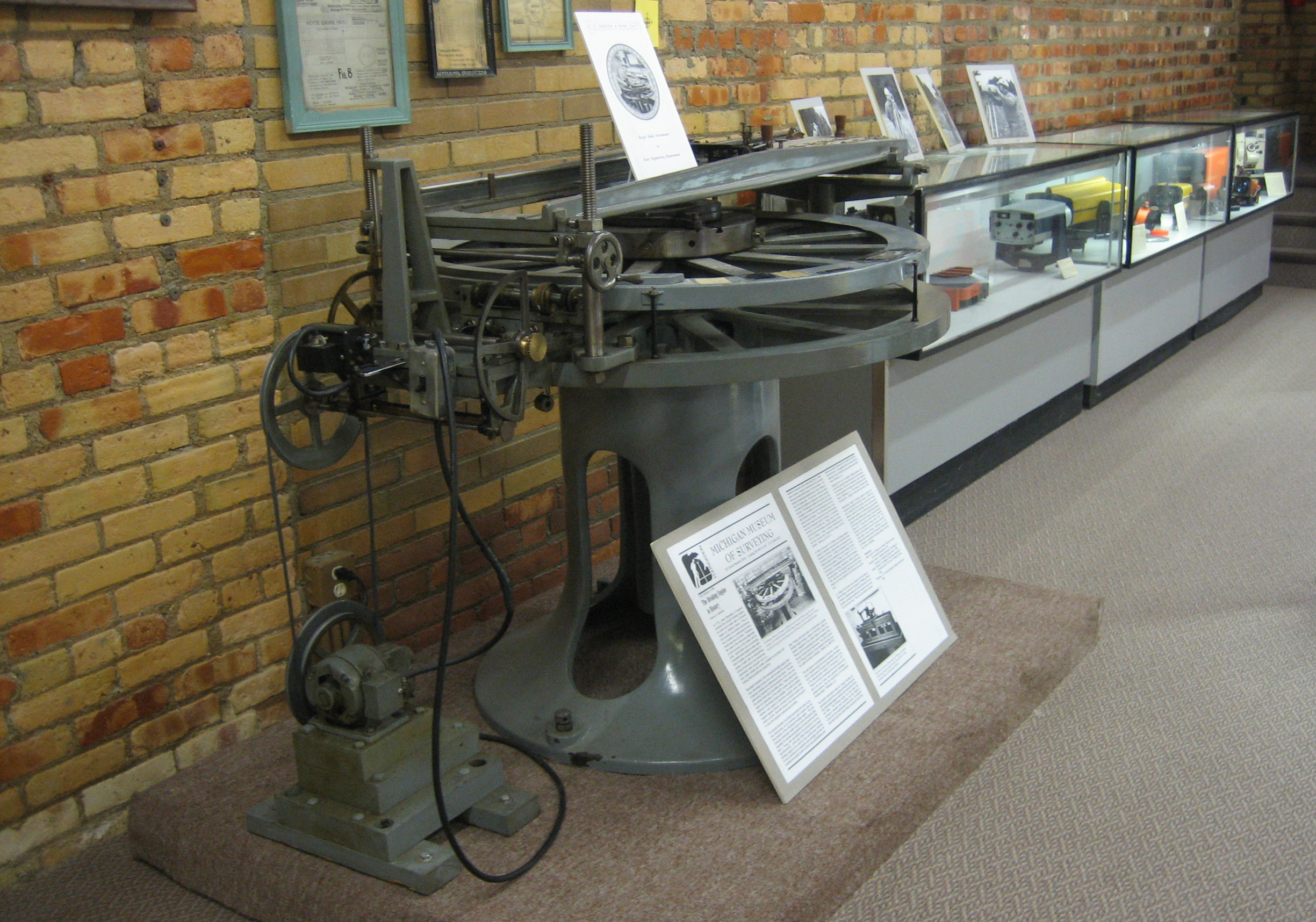
Máquina divisoria en el Museo de Topografía de Míchigan

Una máquina divisoria es un dispositivo que se emplea para marcar graduaciones en instrumentos de medición con el fin de permitir la lectura de medidas más pequeñas de las que se pueden obtener grabándolas directamente. La conocida escala de nonio y el calibre de tornillo micrométrico son ejemplos clásicos que hacen uso de tales graduaciones.

## Historia

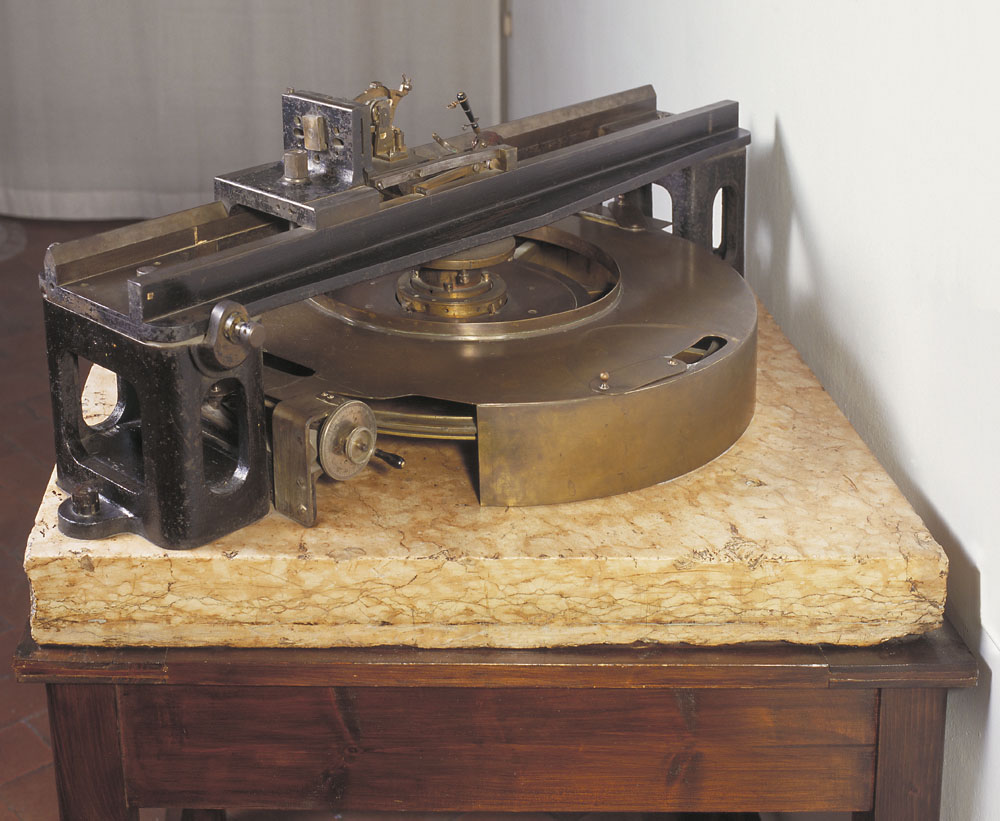
Máquina divisoria en el Museo Galileo de Florencia

Desde el comienzo de la civilización, el avance de numerosos campos de la ciencia (y especialmente de la tecnología), ha requerido disponer de instrumentos de medición cada vez más precisos. La posibilidad de crear dispositivos de medida lineales (como reglas o nonios) y circulares (como transportadores) cada vez más exactos, es el punto de partida para poder producir máquinas herramienta con la exactitud necesaria para poder fabricar a su vez instrumentos mecánicos (como telescopios, teodolitos, relojes o todo tipo de motores), totalmente inviables sin unos niveles de precisión elevados.
En los primeros instrumentos, las graduaciones eran típicamente líneas grabadas o trazadas a mano en madera, marfil o latón, valiéndose en ocasiones de sencillos métodos auxiliares. Los primeros fabricantes de instrumentos islámicos debieron haber ideado técnicas para la división fina de sus instrumentos, lo que se refleja en la precisión de las lecturas que hicieron. Sin embargo, esta habilidad y conocimiento se perdieron posteriormente, y los pequeños cuadrantes y astrolabios de los siglos XV y XVI no suelen mostrar graduaciones de calidad y estaban confeccionados de forma relativamente tosca.
En el siglo XVI, los fabricantes de instrumentos europeos se vieron obstaculizados por carecer de los medios necesarios para poder utilizar convenientemente los materiales a su alcance. El latón solo estaba disponible en láminas martilladas con superficies rugosas y las herramientas de grabado de hierro eran de mala calidad. Además, el escaso número  de talleres dedicados a estas tareas impidió el desarrollo de una tradición práctica y el trasvase del conocimiento entre maestros.
El empleo de escalas transversales se convirtió en un estándar a principios del siglo XIV. Tycho Brahe las usó en sus instrumentos y dio a conocer mejor el método. Las transversales basadas en líneas rectas no proporcionan subdivisiones correctas en un arco, por lo que también se utilizaron otros métodos, como los basados en el uso de arcos circulares desarrollados por Philippe de la Hire.
Otro sistema fue creado en el siglo XVI por Pedro Nunes y recibió el nombre de nonius en su honor. Consistía en trazar un cierto número de círculos concéntricos en un instrumento y dividir cada uno sucesivamente con una división menos que el círculo exterior adyacente. Por tanto, el cuadrante más exterior tendría 90° en 90 divisiones iguales, el siguiente interior tendría 89 divisiones, el siguiente 88 y así sucesivamente. Cuando se medía un ángulo, se anotaba el círculo y la división en la que coincidía la alidada, y luego se consultaba una tabla para proporcionar la medida exacta. Sin embargo, este sistema era difícil de construir y utilizado por pocos. Tycho Brahe fue una excepción.
Christopher Clavius y Jacob Curtius desarrollaron algunas mejoras en el sistema de Nunes. El trabajo de Curtius condujo directamente al de Pierre Vernier, publicado en 1631. Vernier refinó este proceso e ideó la denominada escala de Vernier. Sin embargo, aunque estas diversas técnicas mejoraron la lectura de las graduaciones, no contribuyeron directamente a la precisión de su construcción. Las mejoras adicionales llegaron lentamente y se requirió un nuevo desarrollo: la máquina divisoria.
El trabajo anterior sobre el desarrollo de máquinas de corte de engranajes había preparado el camino. Era necesario que tales dispositivos cortaran una placa circular con dientes de engranaje uniformes. Los relojeros estaban familiarizados con estos métodos y fueron importantes en el desarrollo de las máquinas divisorias. George Graham ideó un proceso que se valía de métodos geométricos para dividir el limbo de un instrumento. Desarrolló un sofisticado compás radial para ayudar a marcar las graduaciones. John Bird y Jeremiah Sisson perfeccionaron estas técnicas, cada vez más utilizadas en el siglo XIX debido a las mayores exigencias de precisión, que las máquinas divisorias no podían alcanzar.

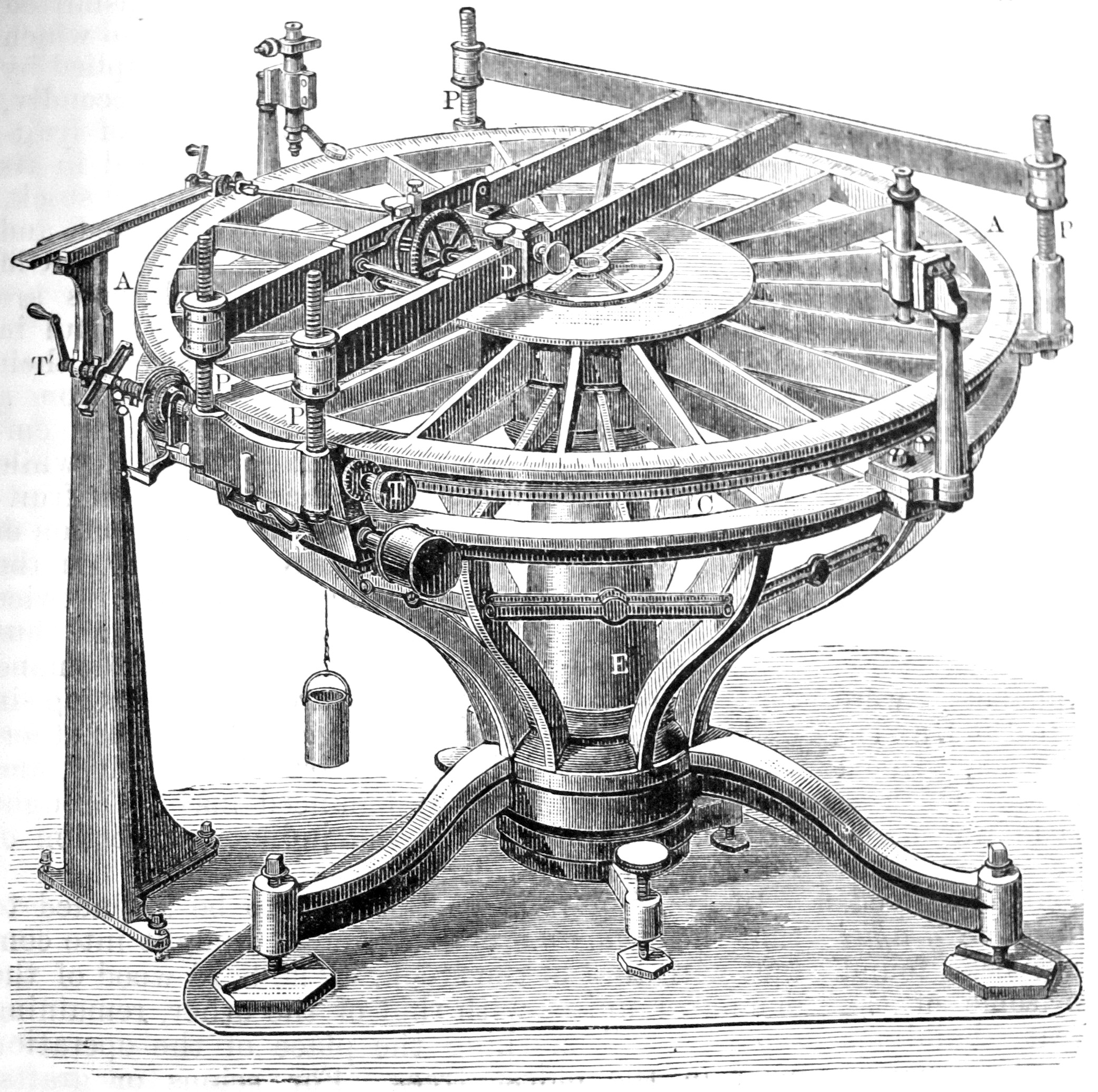
Máquina divisoria circular

La primera máquina divisoria circular verdadera probablemente fue construida por el relojero Henry Hindley alrededor de 1739, según un informe presentado a la Royal Society por John Smeaton en 1785. Estaba basado directamente en una máquina cortadora de engranajes para relojería. Utilizaba una placa de índice dentada y un engranaje helicoidal para hacer avanzar el mecanismo. El duque de Chaulnes creó dos máquinas divisorias entre 1765 y 1768 para dividir arcos circulares y escalas lineales. Deseaba mejorar la graduación de los instrumentos, eliminando la necesidad siempre que fuera posible de tener que recurrir como único recurso a la habilidad del fabricante del instrumento. Si bien el uso del compás radial dependía críticamente de la habilidad del operario, su máquina (que también se inspiró en el trabajo previo de los relojeros), producía divisiones más regulares en virtud de su diseño.
Jesse Ramsden continuó la labor del duque de Chaulnes durante cinco años en la producción de su máquina divisoria. Al igual que con las invenciones anteriores, Ramsden utilizó un mecanismo de tornillo tangente para hacer avanzar la máquina de una posición a otra. Sin embargo, había desarrollado un torno de corte de tornillos que era particularmente avanzado y que permitía obtener un producto de calidad superior. Esta máquina fue desarrollada con fondos de la Junta de Longitud con la condición de que se describiera en detalle (junto con el torno de corte de tornillos relacionado) y que no estuviera protegida por una patente. Esto permitió a otros copiar libremente el dispositivo y mejorarlo. De hecho, la Junta requirió que Ramsden enseñara a otros a construir sus propias copias y que pusiera su máquina divisoria a disposición de otros fabricantes para que pudiesen graduar sus instrumentos.

## Mejoras a la máquina divisoria
La máquina divisoria se convirtió en un caso único entre los avances en la producción de instrumentos científicos, ya que fue aceptada de inmediato por todos los fabricantes, y no hubo incertidumbre alguna sobre el valor de su desarrollo.
- Edward Troughton fue el primero en construir una copia de la máquina de Ramsden. Perfeccionó el diseño y produjo su propia versión, lo que permitió obtener una mejora en la precisión.

- Samuel Rhee desarrolló su propia máquina cortadora de tornillos sin fin y pudo vender máquinas a otros. Sus tornillos fueron considerados los mejores disponibles en ese momento.[1]

- En Francia, Étienne Lenoir creó una máquina divisoria de mayor precisión que la versión inglesa. Mégnié, Richer, Fortin y Jecker también habían construido máquinas divisorias de considerable calidad.[1]

A principios del siglo XIX, era posible fabricar instrumentos como algunos sextantes que seguían siendo completamente útiles y con la precisión suficiente para estar en uso durante medio siglo o más.